# گراباو
گراباو (به آلمانی: Grabau) یک شهر در آلمان است که در Stormarn واقع شده‌است. گراباو  ۷۹۱ نفر جمعیت دارد.